# La Vie errante
La Vie errante est un récit de voyages écrit par Guy de Maupassant et publié en 1890.

## Historique

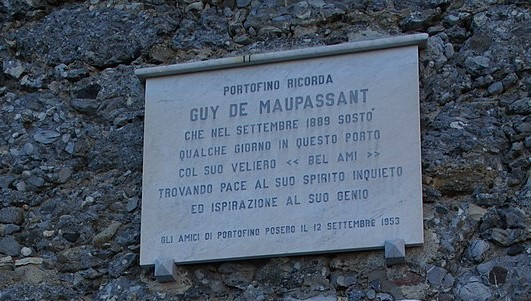
Plaque commémorative du séjour de Maupassant à Portofino.

Au travers un récit de voyage littéraire en Méditerranée ainsi qu'au Maghreb à la fin du XIXe siècle, Maupassant a réalisé une enquête journalistique, attiré par l'exotisme de ces pays. À bord du « Bel-Ami II » il visite la côte italienne, la Sicile, navigue d'Alger à Tunis puis vers Kairouan. Il découvre avec émerveillement les pays lumineux et accueillants du Maghreb. Sensible à la beauté des paysages et fasciné par la vie quotidienne de ces habitants, il rédige plusieurs chroniques qui seront publiés dans Le Gaulois et La Revue des deux Mondes. Ces chroniques seront réunies dans l'ouvrage La vie errante en 1890 publié aux éditions Ollendorff. Une plaque apposée sur le môle en 1953 par les amis de l'écrivain commémore le séjour de Maupassant à Portofino.
Cette œuvre est une compilation de plusieurs chroniques où la chronologie de l'itinéraire n'est pas exacte : le texte de son unique voyage en Sicile est paru, en novembre 1885, dans La Nouvelle Revue alors que le premier chapitre Lassitude est postérieur à l'Exposition Universelle (marquée par l'inauguration de la tour Eiffel) de 1889.

## Résumé

### Lassitude
Il y exprime sa lassitude de Paris et son amour de la lumière de la Méditerranée.